# Homoeolabus analis
Homoeolabus analis is een keversoort uit de familie bladrolkevers (Attelabidae). De wetenschappelijke naam van de soort werd in 1794 gepubliceerd door Johann Karl Wilhelm Illiger.